# Murex (software financiero)
Murex es una empresa de software financiero para gestión del trading, la tesorería, los riesgos, y las operaciones posteriores a la negociación en mercados financieros.
Fue fundada en París en 1986 por Laurent Néel y Salim Edde, incorporándose poco después el cuñado y los tres hermanos de Salim. Hoy, la empresa da trabajo a más de 2.200 empleados en todo el mundo.
Su oficina principal está en París y tiene otras 17 oficinas repartidas por todo el mundo, en ciudades como Nueva York, Londres, Dublín, Hong Kong, Beirut, Sídney o Singapur. Sus clientes residen en 70 países distintos. Algunos de ellos son UBS, el Banco Nacional de Canadá, el Bank of China, el OCBC Bank, el China Merchants Bank, el Banco Nacional de Kuwait, Banorte o ATB Financial. Su plataforma, MX.3, es usada por bancos, gestores de activos, fondos de pensiones y aseguradoras. 
El actual Consejero Delegado es Maroun Edde.
Murex es la tercera mayor editorial de software francesa según la clasificación Truffle 100 del año 2020, con una facturación de 569 millones de euros en 2019.

## Historia
En 2013 el Nacional Australia Bank emprendió una puesta a punto de sus operaciones de trading mediante la implantación de MX.3 para su negocio de trading Forex. MX.3 fue primero adoptado en Melbourne e introducido después por etapas en el resto de operaciones internacionales.
El banco de Singapur DBS adoptó en 2014 el MX.3 para sus operaciones de gestión del riesgo. Aquel año Murex se asoció con Tullet Prebon para poder utilizar la información financiera de su filial Tullet Prevon Information en la validación de sus modelos internos. En noviembre del mismo año UBS anunció la elección de Murex para reemplazar gran parte de su plataforma tecnológica de renta fija, incluyendo tanto el registro de operaciones como la valoración y gestión de riesgos.
Murex se clasificó como la tercera mayor editorial de software francesa en la lista Truffle100 de 2016, con una facturación de 460 millones de euros.
En 2017, el China Merchants Bank (CMB) puso en producción la plataforma de trading MX.3 como mejora tecnológica en sus oficinas de Shenzhen y Shanghái. Poco antes, el banco se había convertido en la segunda institución china en sumarse al consorcio R3 de desarrollo de soluciones blockchain para la industria financiera. Murex también participó en el proyecto piloto Teen Turn de Dublín, una iniciativa de canalización del talento en ciencia, tecnología, ingeniería, y matemáticas (CITM) dirigida a mujeres jóvenes. El mismo año Murex subió su MX.3 a la nube con certificación Microsoft Azure, gracias a un acuerdo con Microsoft.
ATB Financial implementó Murex MX.3 en su versión Software-as-a-Service (SaaS, Software como Servicio) durante la primera fase del traslado a la nube de su infraestructura y administración de aplicaciones, en agosto de 2017. El proyecto se consumó en 2020 con la puesta en producción de la unidad de materias primas.
En diciembre de 2017, Murex colaboró con Amazon Web Services para incluir MX.3 en la plataforma en la nube de Amazon. La versión cloud de MX.3 puede utilizarse como entorno de desarrollo o de pruebas, como entorno de producción, como solución para recuperación por catástrofes y también para acceder a servicios de gestión localizados en la nube.
En 2018, la Nationwide Building Society implantó MX.3 para sustituir su anterior sistema, ampliar sus fuentes de financiación, revisar las reglas de fijación de precios e implementar controles más estrictos sobre riesgos, liquidez y garantías. Para este proyecto, Murex se asoció con Sapient Global Markets, quienes se encargaron de la automatización de las pruebas para los desarrollos de vía rápida.
La italiana Banca IMI, filial de Intesa Sanpaolo, migró su negocio de derivados sobre renta variable a MX.3 como parte de la actualización tecnológica de su área de mercados de capitales.
Bankdata, un proveedor danés de tecnología para el sector bancario, anunció que extendía MX.3 a todos sus clientes tras implantarlo en Jyske Bank y Sydbank. MX.3 ofrece una única plataforma que cubre el ciclo completo de negociación, centralizando tanto el cálculo de riesgos como la negociación en sí, con procesamiento en tiempo real de toda la información necesaria para liquidación.
La Depository Trust & Clearing Corporation (DTCC) se asoció con Murex para integrar los requisitos de información financiera exigidos por el Reglamento (EU) 2015/2365, sobre transparencia de las operaciones de financiación de valores (SFTR, por sus siglas en inglés). La solución enlazará a la base de datos global de operaciones de DTCC, lo que simplificará la generación de informes y reducirá los costes de implementación.
Banorte, el segundo banco de inversión más grande de México, anunció en 2019 la expansión de MX.3 a algunas de las funciones de sus áreas principales de riesgos y cumplimiento normativo. MX.3 permitirá a Banorte la digitalización y automatización de sus operaciones de riesgo contraparte, el ajuste de variaciones de derivados (XVA, por sus siglas en inglés) y la gestión de colaterales.
El Ping An Bank, banco comercial chino constituido como una sociedad por acciones, adoptó la plataforma MX.3 en 2019. El objetivo del banco era acercar lo máximo posible los servicios centrales con su trastienda para facilitar la expansión hacia nuevos segmentos.
En 2020 el banco tailandés Krungsri (Banco de Ayudhya) implementó la plataforma de Murex para simplificar su infraestructura tecnológica y mejorar la transparencia de la información presentada a las autoridades.
En 2020 Murex facilitó para Kasikornbank la primera transacción swap de derivados indexados a un día, basados en el nuevo índice de referencia tailandés, THOR.
Además, Murex está trabajando con sus clientes para preparar sus sistemas de cara a la desaparición del LIBOR como índice de referencia, anunciada para 2021.
En abril de 2022, Murex anunció un acuerdo de colaboración con la entidad financiera polaca Pekao. El acuerdo incluía la ayuda de Murex en la transformación tecnológica de Pekao y la implantación de su plataforma MX.3.

## Cultura y asuntos corporativos
Murex participa en el programa Teen Turn de Dublín, una iniciativa dirigida a mujeres jóvenes para canalizar el talento en ciencia, tecnología, ingeniería, y matemáticas (CITM). En 2017 patrocinó el proyecto piloto, acogiendo durante dos semanas a estudiantes locales en prácticas en sus oficinas en Dublín con la mentoría de sus propias empleadas. En 2018 Murex volvió a apoyar a Teen Turn con un evento en Dublín para mentoras y mujeres jóvenes sobre tecnología.
Murex tiene el décimo puesto en la sección de empresas de 500 a 999 empleados de la encuesta Les Echos Happy at Work de 2018. En 2019 Glassdoor calificó a Murex como una de las tres mejores empresas para trabajar en Francia.